# Sultana Fatma
Sultana Fatma (n. 1500, Trabzon, Imperiul Otoman – d. 1570, Bursa, Imperiul Otoman) (în turca otomană: فاطمہ سلطان) a fost a patra fiică a sultanului Selim I și a sultanei Ayșe Hafsa. Ea era sora sultanului Soliman I Magnificul și a sultanei Hatice, Șah Sultan și Beyhan Sultan fiind surorile ei vitrege.